# Norwegian Sky
Norwegian Sky – wycieczkowy statek pasażerski należący do floty Norwegian Cruise Line.

## Historia
W grudniu 1993, operator Costa Crociere (ang: Costa Cruises) złożył w niemieckiej stoczni Bremer Vulka w Bremie, zamówienie na statki Costa Victoria oraz Costa Olympia. Costa Victoria została dostarczona w lipcu 1996. Kilka miesięcy wcześniej rozpoczęła się budowa siostrzanego statku Costa Olympia, jednak w wyniku trudności finansowych stoczni prace zostały wstrzymane. Konstrukcja była zaawansowana jedynie w 35 procentach. W takim stanie, 6 października 1996 kadłub zwodowano i zabezpieczono.  W związku z zaprzestaniem prac konstrukcyjnych, operator Costa Crociere anulował zamówienie.
W grudniu 1997, kadłub został zakupiony przez Norwegian Cruise Line, po czym 8 marca 1998 został przetransportowany do stoczni Lloyd Werft, gdzie dokończono prace konstrukcyjne. Przekazanie do użytkowania odbyło się 28 lipca 1999.
Po czterech latach użytkowania, armator zdecydował o przeniesieniu jednostki do służby na Hawajach. Zgodnie z amerykańskim prawem statek operujący głównie na wodach przybrzeżnych USA musi nosić amerykańską banderę i posiadać załogę składającą się z obywateli USA. W maju 2004 Sky przeszedł remont w suchym doku w San Francisco. W lipcu 2004 nazwa statku została zmieniona na „Pride of Aloha” i rozpoczęły się rejsy na Hawajach.
Po czterech latach służby na Hawajach 11 lutego 2008 armator ogłosił wycofanie statku z tego rynku. Przywrócono pierwotną nazwę Norwegian Sky, zmieniono banderę na Bahamy, zmieniono załogę, zainstalowano kasyno.

## Trasy rejsów (2014/16)
Norwegian Sky wypływa w krótkie trzy lub czterodniowe rejsy z Miami na Bahamy odwiedzając Nassau, Freeport i prywatną wyspę armatora – Great Stirrup Cay.